# 刘延 (城阳王)
刘延（前2世纪?—前118年），汉朝宗室，西汉第三代城阳王。
祖父刘章是汉高祖刘邦孙子，隨著周勃、陳平等元老功臣等夷滅諸呂，擁立漢文帝，因此功，被文帝立為王，即城阳景王。劉章死後，劉喜襲位，一度改封為淮南王，後又改封舊國，是為城陽恭王。
前144年，城陽恭王刘喜死后，刘延袭位，在位二十六年（《史記·齊悼惠王世家誤作28年》）。前118年，刘延去世，谥号顷。

## 兒子
子敬王刘义嗣。
其余诸子：麥侯刘昌、鉅合侯刘发、昌侯刘差、蕢侯刘方、雩殷康侯劉澤、石洛侯刘敬、扶浸侯刘昆吾、挍侯刘霸、朸侯刘让、父城侯刘光、庸侯刘谭、翟侯刘寿、鱣侯刘应、彭侯刘偃、瓡侯刘息、虛水康侯刘禹、東淮侯刘類、栒侯刘买、涓侯劉不疑。
| 前任： 父刘喜 | 西汉城阳王 前143年—前118年 | 繼任： 子刘义 |